# درل آیسا
درل آیسا (انگلیسی: Darrell Issa؛ زاده ۱ نوامبر ۱۹۵۳) نمایندهٔ حوزه انتخابیه ۴۹م کالیفرنیا از جمهوری‌خواه در مجلس نمایندگان ایالات متحده آمریکا است که برای نخستین‌بار در ۱۲ ژانویه ۲۰۰۱ میلادی به‌عضویت این مجلس درآمد. این حوزه نواحی ساحلی شمالی شهرستان سن دیگو، از جمله شهرهایی چون اوشنساید، ویستا، کارلسبد و انسینیتاس را علاوه بر محدوده کوچکی از جنوب اورنج کانتی در بر می‌گیرد. او عضو حزب جمهوریخواه است.
او پیشتر مدیر عامل اجراییی دایرکتد الکترونیکس مستقر در ویستا بود، شرکتی که تولیدکننده محصولات امنیتی و راحتی خودروست. او از ژانویه ۲۰۱۱، رئیس کمیته اصلاح دولتی و نظارت مجلس نمایندگان است. عیسی میلیونری خود ساخته‌است که ثروتش بالغ بر ۴۵۰ میلیون دلار تخمین زده می‌شود و او را بدل به دومین نماینده ثروتمند کنونی مجلس نمایندگان می‌کند.

## دیدگاه سیاسی
عیسی دارای دیدگاه سیاسی محافظه کاری است. او در ۹۴٫۷٪ مواقع در کنگره ۱۱۱م همگام اکثریت جمهوریخواهان رای داده‌است. او مخالف سقط جنین و مدافع تحقیقات سلولهای بنیادی است. او در ۲۰۰۱ به لایحه میهن دوستی و ایجاد وزارت امنیت ملی رای مثبت داد.